# チャーチル男爵 (連合王国貴族)
チャーチル男爵（英語: Baron Churchill）は、連合王国貴族の男爵位。政治家フランシス・スペンサーが1815年に叙されたのに始まる。マールバラ公爵スペンサー＝チャーチル家の分家筋。
第3代チャーチル男爵ヴィクター・スペンサーが1902年にチャーチル子爵に叙されたため、チャーチル男爵はその従属爵位となったが、2017年にチャーチル子爵が廃絶し、チャーチル男爵位のみ現存している。

## 歴史
第4代マールバラ公爵ジョージ・スペンサーの次男フランシス・スペンサー(1779–1845)は1801年から1815年にかけてオックスフォードシャー選挙区から選出されてトーリー党の庶民院議員を務め、1815年8月11日に連合王国貴族オックスフォード州ウィッチウッドのチャーチル男爵（Baron Churchill, of Whichwood in the county of Oxford）に叙された。
その孫である第3代チャーチル男爵ヴィクター・スペンサー(1864–1934)は、保守党の侍従たる貴族院議員、またバックハウンド管理長官や宮内長官を務め、1902年7月14日に連合王国貴族チャーチル子爵（Viscount Churchill）に叙せられた。
初代子爵の死後、チャーチル子爵位は次男ヴィクター・アレクサンダー・スペンサー(1890–1973)が継承したが、彼には子供がなかったので、彼の死後に爵位は初代子爵の三男ヴィクター・スペンサー(1934-2017)に継承されたが、彼にも子供はなく、彼の死去をもってチャーチル子爵位は廃絶した。
一方チャーチル男爵位の方は初代チャーチル男爵の三男オーガスタス・スペンサーの曾孫にあたるリチャード・ハリー・ラムゼイ・スペンサー(1926-2020)に継承された（6代チャーチル男爵）。

## 歴代当主

### チャーチル男爵 (1815年)
- 初代チャーチル男爵フランシス・アルメリック・スペンサー (Francis Almeric Spencer, 1779–1845)
- 2代チャーチル男爵フランシス・ジョージ・スペンサー(Francis George Spencer, 1802–1886) - 先代の息子
- 3代チャーチル男爵ヴィクター・アルバート・フランシス・チャールズ・スペンサー (Victor Albert Francis Charles Spencer, 1864–1934) - 先代の息子。1902年にチャーチル子爵

### チャーチル子爵 (1902年)
- 初代チャーチル子爵・3代チャーチル男爵ヴィクター・アルバート・フランシス・チャールズ・スペンサー (Victor Albert Francis Charles Spencer, 1864–1934)
- 2代チャーチル子爵・4代チャーチル男爵ヴィクター・アレグザンダー・スペンサー (Victor Alexander Spencer, 1890–1973) - 先代の息子
- 3代チャーチル子爵・5代チャーチル男爵ヴィクター・ジョージ・スペンサー (Victor George Spencer, 1934-2017[8]) - 先代の弟。彼の死後チャーチル子爵廃絶

### チャーチル男爵 (1815年)
- 6代チャーチル男爵リチャード・ハリー・ラムゼイ・スペンサー (Richard Harry Ramsay Spencer, 1926-2020) - 初代チャーチル男爵の三男オーガスタス・スペンサーの曾孫
- 7代チャーチル男爵マイケル・リチャード・ド・シャリエール・スペンサー(Michael Richard de Charrière Spencer, 1960-) - 先代の息子
  - 推定相続人はその弟のデイヴィッド・アンソニー・ド・シャリエール・スペンサー(David Anthony de Charrière Spencer, 1970-)